# Bern ist überall
Pour les articles homonymes, voir Bern (homonymie).
Bern ist überall (« Berne est partout ») est un collectif d’écrivains suisses fondé en 2003, réunissant des membres de plusieurs régions linguistiques de Suisse, organisés en association.
En 2015, le groupe compte quinze membres qui sont pour la plupart des écrivains, dont trois romands et quatre musiciens. Ils s’expriment en allemand ou dans un dialecte suisse alémanique, en français ou en romanche, en « pseudo-turc et d’autres idiomes mystérieux ».

## Nom et apparitions

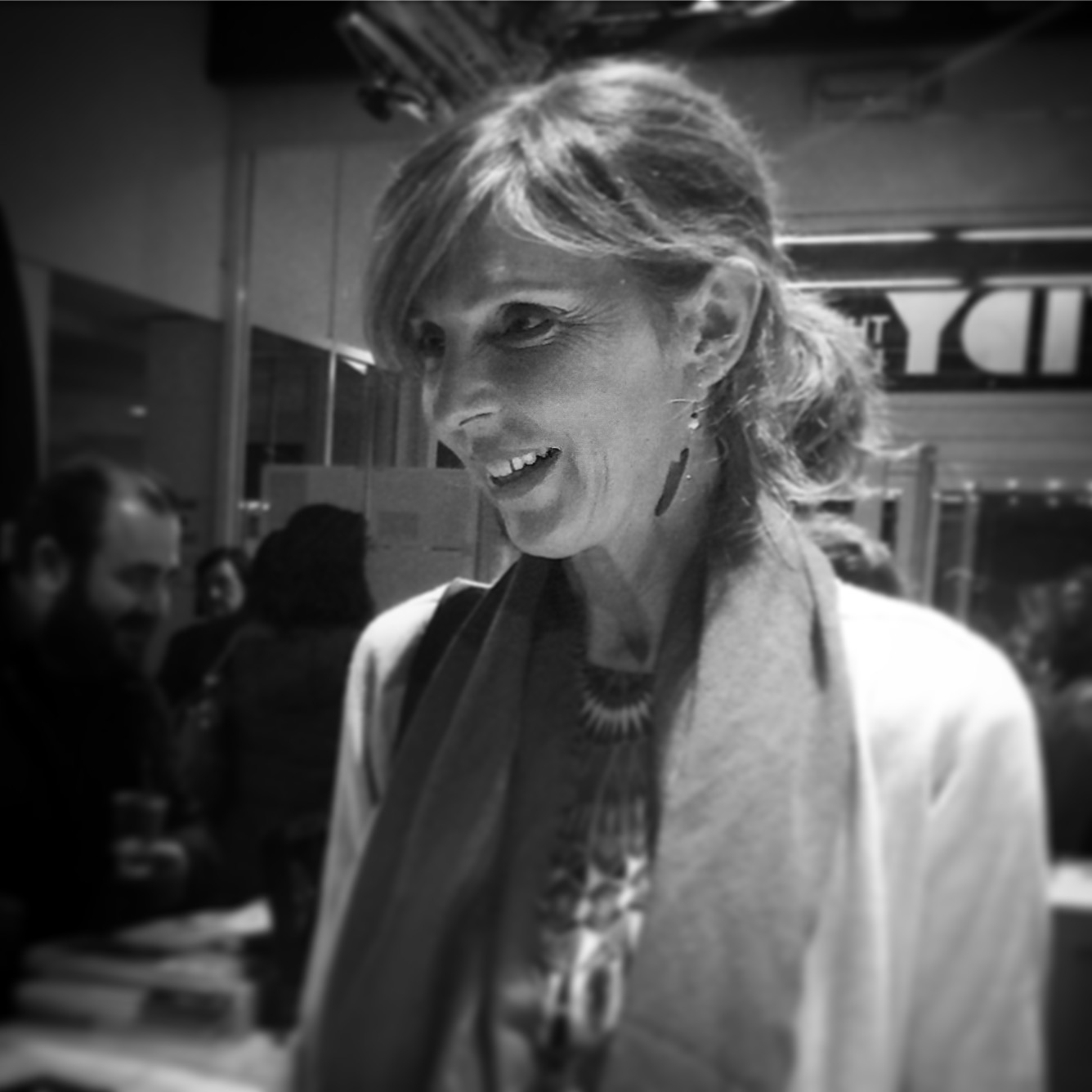
Laurence Boissier en 2018.

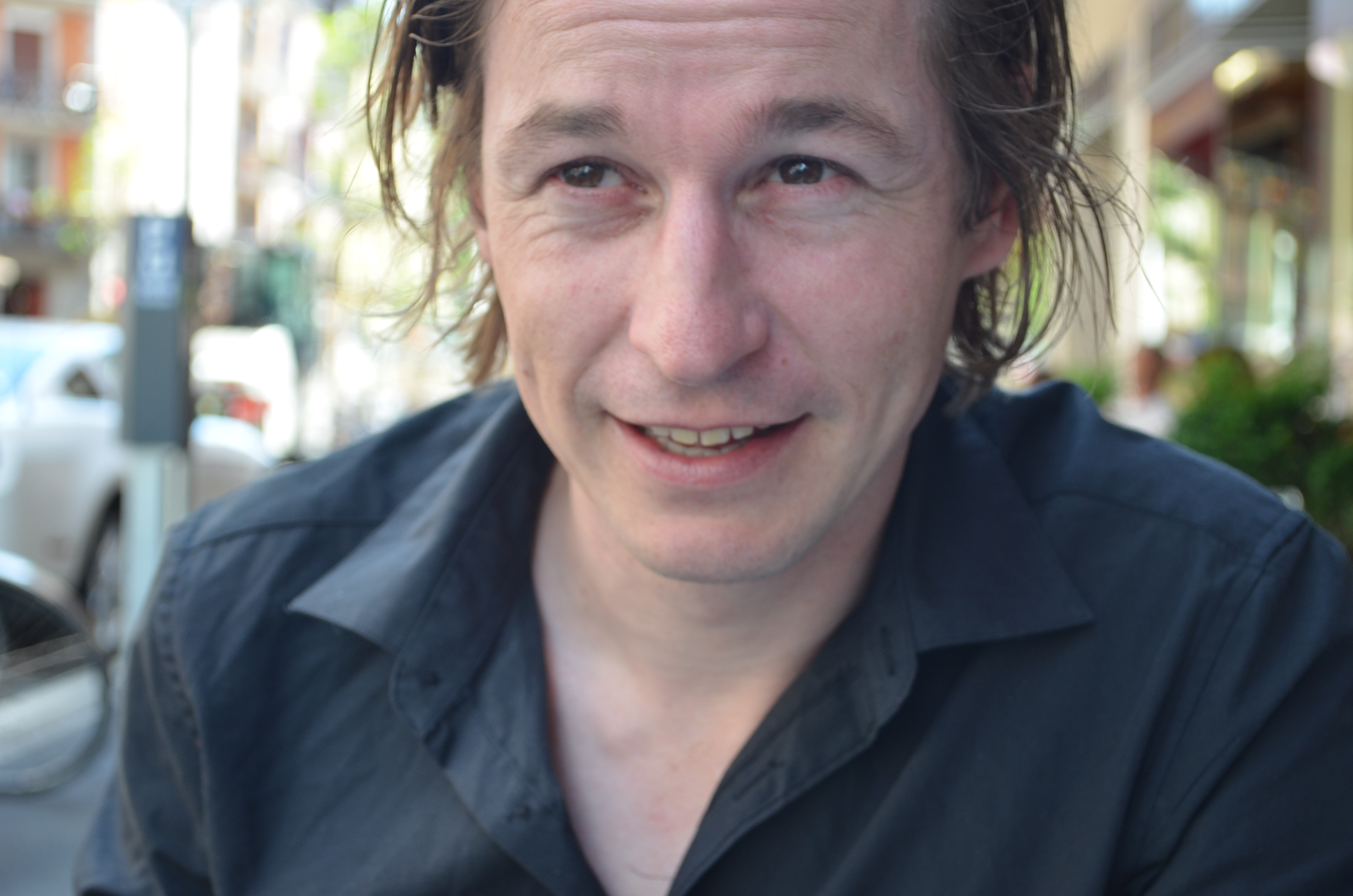
Arno Camenisch en 2014.

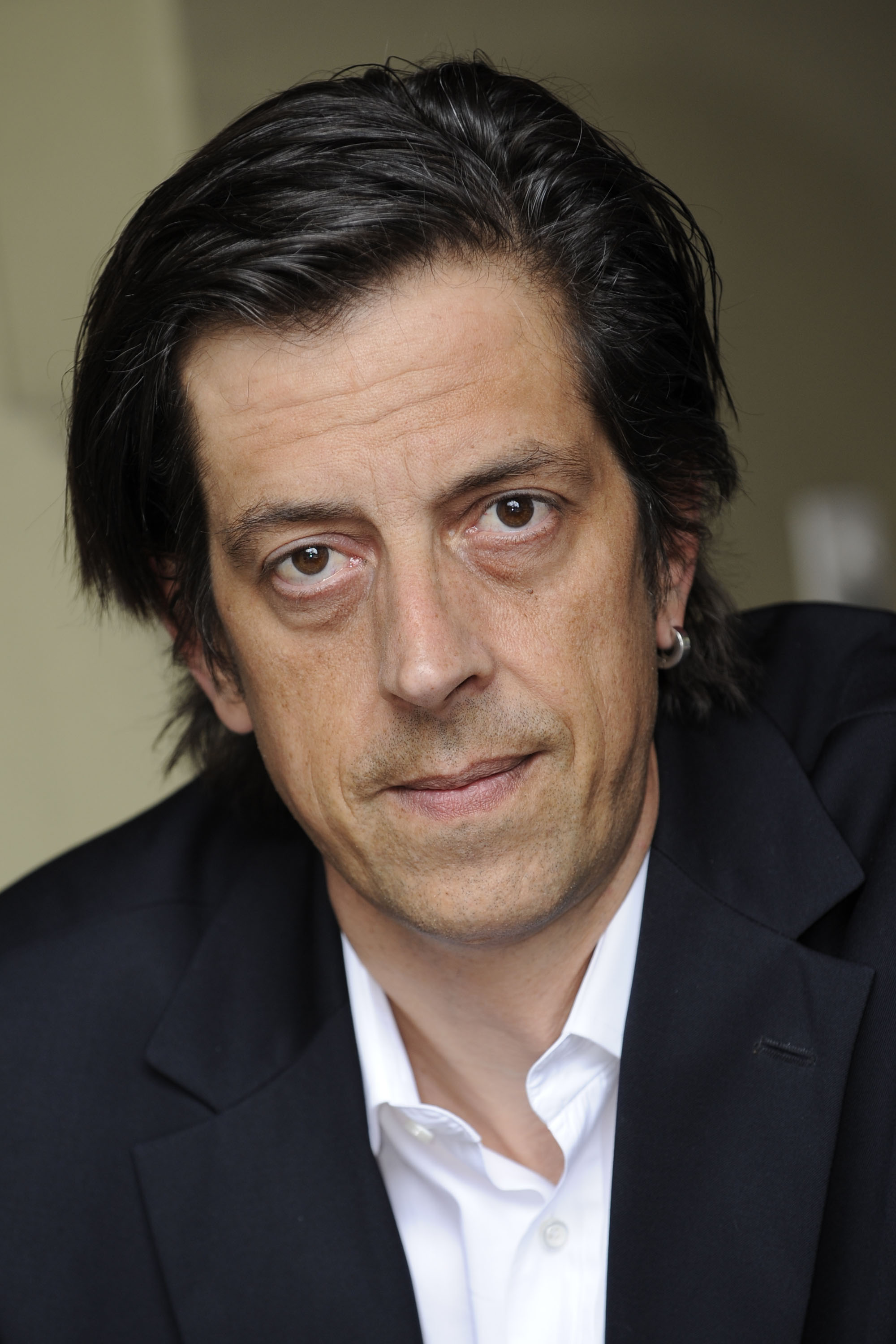
en 2011.

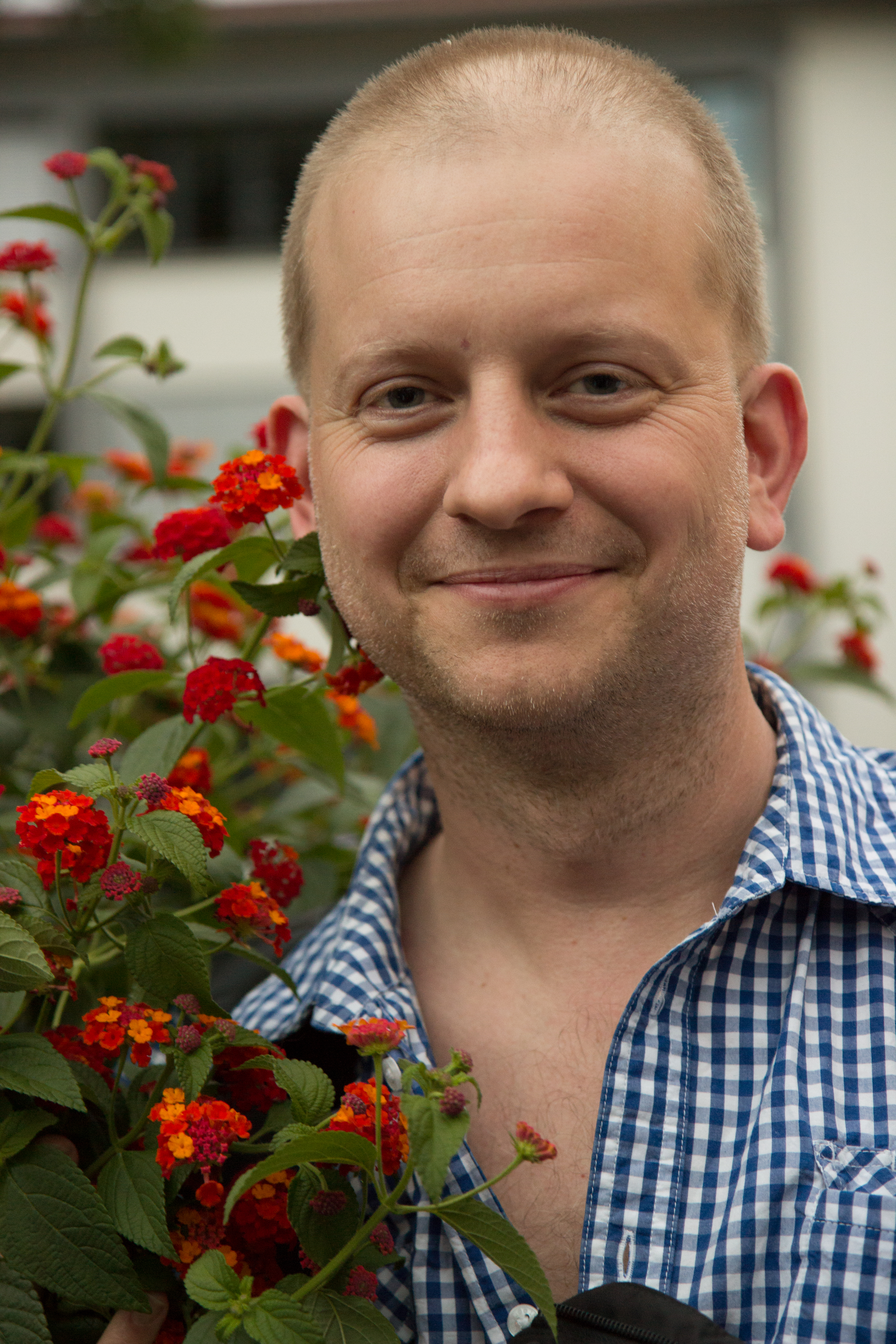
en 2013.

L’origine du nom du collectif est attribuée au musicien Adi Blum qui s’est écrié « Bern ist überall! » lors d’une représentation à Lucerne où il accompagnait les auteurs Pedro Lenz, Beat Sterchi et Guy Krneta, qui lisaient alors en dialecte bernois. Selon Beat Sterchi, « il voulait dire : ce que nous faisons peut s’entendre partout et pas forcément en bernois. Peu importe la langue, pourvu qu’elle soit accessible, proche du langage parlé et du quotidien ». Et Chantal Tauxe ajoute : « Sans chichi, sans accessoires ni habitus de grand écrivain, ils grimpent sur scène habillés comme vous et moi, décomplexent les spectateurs, démocratisent la littérature et sautent gaiement par-dessus les barrières linguistiques ».
Le nom Bern ist überall est programmatique. Le groupe affirme dans son manifeste que toutes les langues du monde sont équivalentes.

« Nous mettons les langues écrites sur le même pied partout. Il n'y a pas de langue supérieure ou inférieure (...) Nous appelons à l'égalité de toutes les langues. Nous appelons à la promotion du partout sur tous les niveaux. »

Le collectif donne une trentaine de représentations par année, avec à chaque fois la participation d’au moins trois lecteurs et un musicien. La sélection et la combinaison des textes sont chaque fois différentes. Les éléments centraux sont le langage parlé et l’usage du patois ou dialecte. Bern ist überall est un acteur majeur du mouvement Spoken word suisse. Selon Le Courrier de Genève, les apparitions de Bern ist überall sont « toujours un régal d’intelligence et d’humour ».
Antoine Jaccoud (Vaud) et Adi Blum (accordéoniste, Berne) ont fait des repérages au Kosovo qui ont débouché sur une tournée du groupe dans ce pays en 2017. Près de la moitié des participants au CD Kosovo Is Everywhere (2018) viennent de ce « canton suisse de l’étranger qui aurait connu la guerre », ils chantent et scandent en français, allemand, dialecte alémanique, albanais, anglais, serbe et rom. 

## Membres
- Adi Blum
- Laurence Boissier (depuis 2011)
- Christian Brantschen (depuis 2010)
- Arno Camenisch
- Ariane von Graffenried (depuis 2009)
- Antoine Jaccoud
- Guy Krneta (de)
- Pedro Lenz (de)
- Gerhard Meister
- Michael Pfeuti (depuis 2006)
- Noëlle Revaz (depuis 2008)
- Margrit Rieben (depuis 2007)
- Michael Stauffer (de) (depuis 2004)
- Beat Sterchi (de) (depuis 2003)

Anciens membres
- Stefanie Grob (2004–2007)
- Daniel de Roulet (2008–2011)

## Récompenses
- 2006 Prix de la Fondation Bürgi-Willert
- 2010 Prix spécial de la Fondation pour la promotion de l’expression en dialecte bernois
- 2011 Prix de littérature du canton de Berne pour l’ensemble de leur œuvre
- 2013 Prix Gottfried Keller
- 2015 Prix culturel de la Bourgeoise de Berne (de)
- 2015 Prix de l’État de Berne, du canton de Vaud[1],[6]

## Publications
- Manifest, (annexé au CD Im Kairo)
- Im Kairo, CD audio, éditions Der gesunde Menschenversand (de), Lucerne, 2006
- Partout, CD audio, éditions Der gesunde Menschenversand, Lucerne, 2008
- Verruckti Tier, CD audio, éditions Der gesunde Menschenversand, Lucerne, 2010
- Verbarium, CD audio, éditions Der gesunde Menschenversand, Lucerne, 2010
- Ir Chuchi, CD audio, éditions Der gesunde Menschenversand, Lucerne, 2013
- Renens, CD audio, éditions d’Autre part, Genève, Der gesunde Menschenversand, Lucerne, 2016[4] (avec deux livrets contenant les textes originaux en français et allemand)
- Kosovo Is Everywhere, CD audio, éditions Der gesunde Menschenversand, Lucerne, 2018

## Filmographie
- « Bern ist überall célèbre la musicalité des langues étrangères : Portrait » (2 min 23 s), sur www.rts.ch, RTS info, 16 juin 2018 (consulté le 17 juin 2018) – À l'occasion de la participation du groupe au festival Festimixx à Renens (15-16 juin 2018), avec trois auteurs et un musicien du côté de la Suisse et trois auteurs et un musicien du côté du Kosovo[7].